# Charles Goethals (peintre)
Pour les articles homonymes, voir Goethals.
Charles Goethals, né à Bruxelles le 11 avril 1853 et mort le 11 novembre 1885 à Saint-Gilles, est un artiste peintre réaliste belge.
Il est paysagiste et excelle aussi dans les scènes de genre et les portraits.

## Biographie

### Famille

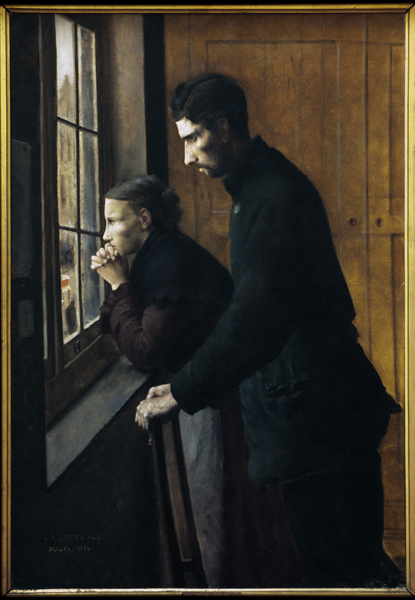
Le Viatique qui passe (1884), conservé au musée des Beaux-Arts de Tournai.

Né à Bruxelles, chaussée d'Etterbeek, no 106 le 11 avril 1853, Charles Louis Goethals est le fils reconnu, le 16 août 1866, de Bernard Jacques Goethals, peintre décorateur, originaire de Bruges, et de Joséphine Hubertine Dullens, couturière, originaire de Maastricht.

### Formation
Charles Goethals suit les cours à l'Académie royale des beaux-arts de Bruxelles de 1873 à 1877, puis il se perfectionne dans les arts décoratifs durant quatre ans à Paris chez le peintre Pierre-Victor Galland et également, vers 1878-1880, en Italie, où le gouvernement belge l'envoie en mission à deux reprises,,.

### Carrière
Proche du cercle L'Essor créé en 1876, alors appelé « Cercle des anciens élèves et élèves de l'Académie royale des beaux-arts de Bruxelles », Charles Goethals expose pour la première fois à leur manifestation de 1877-1878. Il y vend une toile au roi Léopold II en janvier 1878. 
Charles Goethals est un des cofondateurs du groupe bruxellois d'avant-garde Le groupe des XX en 1883. Il est également président de l'éphémère Cercle des aquarellistes et des aquafortistes belges, existant depuis le début de l'année 1883, officiellement créé en août 1883 et dissout quelques mois plus tard. Premier président du cercle Les Hydrophiles, il participe à la première et unique exposition. Il démissionne au début du mois de novembre 1884, probablement pour raisons de santé. Léopold Speekaert lui succède comme président de l'association artistique. En 1883, il refuse de devenir professeur à l'École des arts décoratifs d'Amsterdam, préférant demeurer en Belgique.
Il séjourne quelque temps à Knokke afin d'y travailler son art. Cependant, il contracte dans les dunes une maladie de poitrine qui l'atteint au début de l'année 1884. Peu à peu ses forces déclinent et sa faiblesse l'empêche de poursuivre son œuvre. Il trouve quelque réconfort dans la littérature qui l'inspire, notamment dans les ouvrages du romancier Léon Cladel,.
Charles Goethals, meurt célibataire, à l'âge de 32 ans, après dix-huit mois de maladie, en son domicile rue de Rome no 23 à Saint-Gilles. Ses obsèques ont lieu deux jours plus tard. La messe funèbre est célébrée à l'église de Saint-Gilles et les absoutes sont dites dans la petite église de Drogenbos, commune où le défunt est inhumé. Au moment de la levée du corps, Octave Maus, au nom du groupe des XX, prononce un discours en hommage au défunt.

## Œuvres

### Style et champ pictural
Sa mort prématurée met un terme à la carrière prometteuse de ce peintre qui pratique une peinture réaliste de plein air traditionnelle. Comme paysagiste, il s'inspire notamment du peintre hollandais Jozef Israëls. Il excelle aussi dans les scènes de genre et les portraits. Lors de ses dernières années, sa nature mélancolique et taciturne l'incite à  représenter les humbles et les délaissés, dans des toiles comme Le Viatique ou La Dentellière. Le musée des beaux-arts de Tournai présente quelques-unes de ses œuvres,.

### Expositions
- Seconde Exposition du « Cercle des anciens élèves et élèves de l'Académie royale des beaux-arts de Bruxelles » (du 20 décembre 1877 au 20 janvier 1878), il y vend une œuvre au roi Léopold II[5].
- Salon de Gand de 1883 (XXXII) : Portrait de M.Th.G* et Un Soir[10].
- Salon des XX de 1884 (I) : Dentellière brugeoise, La Misère - À la porte d'un Maître des Pauvres à Bruges, Le Viatique et un Portrait[11].
- Exposition du cercle Les Hydrophiles de 1884 (I)[6].
- Salon des XX de 1885 (II) : La Fin d'une journée (West-Flandre)[12].